# Актюбинское водохранилище
Актю́бинское водохрани́лище (в народе — «Актюбинское мо́ре», каз. Ақтөбе бөгені) — водохранилище, расположенное по руслу реки Илек.
Актюбинское водохранилище было введено в эксплуатацию в 1988 году, проектная площадь орошения составляет 472 га. Водохранилище является одним из трёх искусственных водоёмов вблизи Актобе и расположено в 10 км к юго-востоку от города. Другие — Саздинское и Каргалинское — расположены к юго-западу и северо-востоку соответственно. Объём водохранилища равен 245 млн м³ (280 млн м³ в Каргалинском, 6 млн м³ в Саздинском).
В Актюбинском водохранилище обитают сазан, лещ, речной окунь, язь, судак, рипус, плотва и карась. В 2012 году в водохранилище было выпущено 2 млн мальков рипуса из Костанайской области.